# Franco CFA

Em verde o franco CFA ocidental, em vermelho o franco CFA central

O franco CFA (pronúncia: franco cê-efe-á) é uma moeda corrente usada em doze países africanos, anteriormente Colônias francesas (Camarões, Costa do Marfim, Burquina Fasso, Gabão, Benim, Congo, Mali, República Centro-Africana, Togo, Níger, Chade e Senegal), sendo também usado na Guiné-Bissau (uma antiga colônia portuguesa) e na Guiné Equatorial (uma antiga colônia espanhola), perfazendo um total de catorze países. Atualmente, o franco CFA é dividido em duas moedas o franco CFA central (XAF), e o franco CFA ocidental (XOF). Embora o franco CFA central tenha o mesmo valor monetário que o franco CFA ocidental, ele não é aceito em países que utilizam o XOF, e vice-versa. Em 22 de dezembro de 2019, foi anunciado que a moeda da África Ocidental seria substituída por uma moeda independente, denominada eco.

## Nome
Entre 1945 e 1958, CFA era a abreviação de colônias francesas da África (em francês colonies françaises d'Afrique), assim a moeda criada recebeu o acrônimo CFA, ficando franco CFA. Com o estabelecimento da Quinta República Francesa, e a independência desses países africanos no começo dos anos 1960, o franco CFA ainda continuou sendo usado, mas com outro significado para o acrônimo CFA, agora Communauté Financière Africaine (Comunidade Financeira Africana).